# Alessandra Rosaldo
Alejandra Sánchez Barrero (Ciutat de Mèxic, Mèxic, 11 de setembre de 1971), més coneguda com Alessandra Rosaldo, és una cantant, compositora, actriu, ballarina i presentadora de televisió mexicana. És vocalista del grup Sentidos Opuestos.
Com a actriu, ella ha pres el paper de coprotagonista en diverses produccions, en telenovel·les les quals s'han exportat a més de 140 països i com a cantant, vocalista de Sentidos Opuestos, ha venut més de 4 milions de còpies dels seus discos en espanyol, a més, va participar en la banda sonora de la pel·lícula Toy Story 2.
En 2006 va concursar i va guanyar la segona edició del reality show mexicà de ball de Televisa Bailando por un sueño México, temps després, va conduir, juntament amb Adal Ramones, la tercera edició del reality xou de cant Cantando por un sueño México.
És filla del productor musical Jaime Sánchez Rosaldo i la senyora Gabriela Barrero, a més, és esposa del comediant, actor, escriptor, productor i director mexicà Eugenio Derbez, amb qui tenen a la seva filla Aitana.

## Biografia
Ha estat envoltada per la música i l'actuació. Als 12 anys, ella va començar a participar en els cors i que fins i tot van protagonitzar una pel·lícula infantil. Entre 1989 i 1992 va ser cantant de suport en els recitals de la gira per tota Amèrica Llatina amb la cantant Lucero i el grup de rap Calo.
Als 19 anys es va reunir amb Chacho Gaytán en un aeroport, des de llavors s'han convertit en grans amics. Anys més tard, Miguel Blasco els va proposar formar un trio, format per Chacho, Alessandra i un altre membre. Més tard seria conegut com Sentidos Opuestos. El 2008, es va convertir en amfitrió d'un programa nou joc al Telefutura de la xarxa de televisió anomenat Dame la pista, que s'ha cancel·lat.
Va ser intèrpret de la cançó "Cuando ella me amaba" escrita per Randy Newman per a la versió llatinoamericana de la pel·lícula de Disney Pixar, Toy Story 2 el 1999.

## Vida privada
Al gener de 2014, Alessandra Rosaldo i el comediant Eugenio Derbez van anunciar que estaven esperant el seu primer fill, això a poc més d'un any de matrimoni. El 4 d'agost de 2014, Alessandra va donar a llum a la seva primera filla, Aitana.

## Filmografia

### Telenovel·les
| Any  | Títol                    | Personatge                        |
| ---- | ------------------------ | --------------------------------- |
| 2012 | Por ella soy Eva         | La Duquesa / Amant de Juan Carlos |
| 2011 | Ni contigo ni sin ti     | Julia Mistral                     |
| 2005 | Sueños y caramelos       | Fátima                            |
| 2004 | Amarte es mi pecado      | Paulina Almazán                   |
| 2001 | Salomé                   | Karla Montesino                   |
| 2001 | Aventuras en el tiempo   | La Flower                         |
| 1999 | DKDA: Sueños de juventud | Brenda Sakal                      |

### Pel·lícules
| Any  | Títol                      | Personatge   | Notes                                  |
| ---- | -------------------------- | ------------ | -------------------------------------- |
| 1999 | Toy Story 2                | Jessie       | Doblatge (veu cantada)                 |
| 2013 | No se aceptan devoluciones | Renée        |                                        |
| 2015 | Spare Parts                | Sra. Vázquez | Mare d'Oscar Vázquez (Carlos Pena Jr.) |

## Discografia
Com a solista
- 1999: Toy Story Soundtrack (Edición Hispana)
- 2000: DKDA soundtrack Álbum (con DKDA)
- 2002: Aler Ego
- 2004: Alter Ego / Amarte es mi pecado
- 2005: Sueños y caramelos (banda sonora de la telenovela)
- 2006: Rompecorazones (EMI Music México)
- 2009: Alessandra (Star Music)
- 2010: Breathless (Star Music)

Amb Sentidos Opuestos
- 1993: Sentidos Opuestos
- 1994: Al sol que más calienta
- 1996: Viviendo del futuro
- 1998: Viento a favor
- 2000: Movimiento perpetuo
- 2001: En vivo
- 2012: Zona Preferente

### Senzills
- 2002: Amándote
- 2002: Tu amor
- 2003: Flash Back
- 2004: No sé hablar de amor
- 2004: Amarte es mi pecado (dueto con Ricardo Montaner)
- 2006: Amame, bésame
- 2010: La octava maravilla
- 2010: Dónde están

## Premis i nominacions

### Premis TVyNovelas
| Any  | Categoria                 | Telenovel·la             | Resultat  |
| ---- | ------------------------- | ------------------------ | --------- |
| 2004 | Millor tema musical       | Amarte es mi pecado      | Guanyador |
| 2004 | Millor revelació femenina | Amarte es mi pecado      | Nominat   |
| 2000 | Millor Debutant de l'any  | DKDA: Sueños de juventud | Guanyador |

### Premi Lo Nuestro
| Any  | Categoria          | Resultat  |
| ---- | ------------------ | --------- |
| 2004 | Millor Artista Nou | Guanyador |

### Premis Bravo
| Any  | Categoria                    | Obra                    | Resultat  |
| ---- | ---------------------------- | ----------------------- | --------- |
| 2009 | Revelació femenina en Teatre | Dirty Rotten Scoundrels | Guanyador |

### Premis ACPT
| Any  | Categoria        | Obra                  | Resultat  |
| ---- | ---------------- | --------------------- | --------- |
| 2008 | Actriu Revelació | Una Eva y Dos Patanes | Guanyador |

### Diosas de Plata
| Any  | Categoria          | Pel·lícula                 | Resultat |
| ---- | ------------------ | -------------------------- | -------- |
| 2014 | Revelació femenina | No se aceptan devoluciones | Nominat  |